# 胡桃ちの
胡桃 ちの（くるみ ちの、1966年2月4日 - ）は、日本の漫画家。岡山県津山市出身。血液型はA型。主に4コマ漫画を執筆。掲載誌や作品の執筆内容によって複数のペンネームを使い分けている。

## 来歴
1985年大学在学中に4コマ漫画家デビュー。
岡山県立津山高等学校時代の1年先輩にB'zの稲葉浩志がいる。大学に進学して以降約20年間大阪府に居住していたが、2005年からは神戸市東灘区在住。
2004年から2007年にかけて芳文社の『まんがタイムラブリー』にて「つなみティーブレイク」で表紙を担当していた。また2009年末ごろより同社のまんがタイムスペシャルでも表紙を数回担当している。
2008年11月、『産経新聞』大阪版夕刊にて対談形式で掲載されている「新・関西笑談」のコーナーに2週間全12回分掲載。
2010年8月現在連載は雑誌掲載作品が11作品、新聞掲載作品が1作品の計12作品。発行済単行本総数は計79冊。

## 活動の特徴
常に10誌前後の雑誌で連載を持ち、月に100ページ近い連載を抱えている。また、4コマ漫画誌では、人気のある作品の場合は複数の雑誌で同じ作品を並行連載することが多いが、胡桃はそれをせず、全ての雑誌において違うキャラクター、違う作品を連載している。
短期間ではあるが萌え系4コマ専門誌である『まんがタイムきららキャラット』において「吸血鬼と姫君」の連載を持ったことがある。
登場キャラクターにキラキラネームを命名する事が多い。あくまでも創作を創作（非現実な世界）と割り切った上での「お遊び」としての命名だが、特に『ミッドナイトレストラン7to7』では、それを全開にしている。
美少女（下ネタ）系の漫画を描く時はさおしか然（さおしか ぜん）を使用。また、初期にはみさき知乃（みさき ちの：岬ちの、岬知乃の表記もあり。同人作家時代のペンネームでもある）など複数のペンネームを使い分けていた。本人単行本などのプロフィールによると、知乃というペンネームを本人が考え、連載が決まった時に当時の担当編集が岬という姓をつけ、その後別雑誌で連載を始める際に胡桃と姓を変更したとのこと。
新人（みさき知乃）時代より「同じネタを使いまわす」事を公言しており、実際、同じ作内で同じネタを状況や視点を変えるなどの手法をもって焼き直して使用する。これは本人いわく「昔使ったネタをけろーっと忘れてもっぺん使ったり」また「一つのネタでも二通り(以上)のオチを考え付いてしまったら両方描かないと気が済まない」（同じネタでも見せ方によって全く別の話になる、という主義を持つ）タチであるためだという。
手がけている作品の舞台は、出身地である岡山県津山市（アキナイ☆ダマシイ、バール横丁奇譚他）、高校卒業後に移り住んだ大阪府大阪市（なにわOL奮戦記、天王寺のあべ乃ちゃん、ミッドナイトレストラン7to7他）、2005年より居住している兵庫県神戸市（つなみティーブレイク、セトギワ花ヨメ、カタコイ・カノン、坂の上の職人工房nest他）としている場合が多い。
「大阪愛のたたき売り」やその続編「大阪愛のたたき売り育児編」などでは登場キャラ名こそ変えてはいるものの、自身の結婚・出産・育児体験をリアルに綴った「ほぼノンフィクション作品」を描いている。

## 作品リスト

### 連載中
すべて胡桃ちの名義。
- ウエイトレス（まんがタウン→webアクション[17] 双葉社）
- 胡桃ちのの極上!お宿五ツ星（別冊本当にあった笑える話 ぶんか社）既刊3巻 - 旧タイトルは『お泊りミシュラン』だが、単行本1巻（巻数表記無し）発売時に改題。なお、単行本続巻の題名は『胡桃ちのの特選!お宿五ツ星』『胡桃ちののお宿五ツ星 極』（やはり巻数表記なし）だが連載の題名は『極上! - 』のまま。
- スローンラット（まんがライフWIN 竹書房）既刊1巻
- 九十九日記（産経新聞毎週日曜日発行分朝刊のおやこ新聞欄にて4コマ漫画を1本掲載）既刊1巻
- ミッドナイトレストラン7to7（まんがタイムスペシャル →まんがタイムオリジナル芳文社）既刊15巻 / オール2色カラー版1巻
- 仕上げ男子のクロモジ（まんがライフオリジナル 竹書房）既刊1巻

### 過去の主な作品

#### 胡桃ちの名義
- アキナイ☆ダマシイ（まんがタウン 双葉社）全3巻 - 旧タイトルは『商☆魂』だが、単行本1巻発売時に改題。
- あつらえ王子きせかえ姫（ケータイまんがタウン→WEBコミックアクション 双葉社）全4巻
- 異時間オーナー店主交代!（まんがタウン 双葉社）全1巻
- うちの子に日々大爆Show（まんがくらぶ 読者投稿の漫画化 竹書房）全3巻
- うちのばーちゃん超絶（めっちゃ）かわいいんですけど?（まんがタウン 双葉社）全1巻
- おいしい生活（まんがくらぶ 竹書房）全3巻
- 大阪愛のたたき売り（漫画アクション 双葉社）全2巻 - 新装版が竹書房より全2巻
  - 大阪愛のたたき売り出産編（特別企画）
  - 大阪愛のたたき売り育児編（まんがくらぶ 竹書房）全6巻
  - 愛のたたき売り物産展（まんがくらぶ 竹書房）既刊4巻
- 大阪発OL通信（コレット 秋田書店） - 単行本は竹書房より全1巻
- お菓子な家族（まんがライフ 竹書房）全2巻
- おがにくうーちゃん（まんがライフMOMO 竹書房）全3巻
- カンダン差タイサク婚（まんがホーム 芳文社）※短期集中掲載[18]
- 菓子男リノベーション（まんがホーム 芳文社）
- カタコイ・カノン（まんがライフ 竹書房） 全3巻 - ロゴ上は中黒（・）ではなくト音記号
- カワイカフェのコフルさん（主任がゆく!スペシャル ぶんか社） - Vol.82 - 86の5話掲載（2015年）
- ギフコン - Gift Concierge. -（まんがホーム 芳文社）全4巻
- 吸血鬼と姫君（まんがタイムきららキャラット 芳文社） - 単行本『ギフコン1巻』に収録
- クマ男子（まんがライフMOMO 竹書房）全3巻 - ロゴ上は「クマ」と「男子」の間に凶悪な表情のクマのシルエットが入る
- 5989-90 コクハククラブ（まんがライフMOMO 竹書房） - 単行本は双葉社より全1巻
- ごんべさんのごはん（まんがタウンオリジナル→ケータイまんがタウン 双葉社）全1巻
- S・A（サービスエリア）で会いましょう（まんがくらぶオリジナル 竹書房）全4巻
- 坂の上の職人工房 nest（まんがホーム 芳文社）全2巻
- 桜田ファミリア◆ツーリスト（まんがタウン）全2巻
- じゃりセン（みこすり半劇場→みこすり半劇場別館 ぶんか社） - 単行本は双葉社より全1巻
- SUGAR in SALT（FORTNIGHTLY mimi→Monthly mimi 講談社）全1巻 - 完全版が竹書房より上下巻
- セトギワ花ヨメ（まんがライフオリジナル 竹書房）全12巻
- 旅するように暮らしたい（まんがライフ→まんがライフWIN[19] 竹書房）全3巻
- 痛快!極楽少女もけみちゃん（まんがアロハ→4コマ丼 ぶんか社）全1巻
- 通販おバカ日誌（スコラ） - 胡桃ちのを含む数名の共著
- つなみティーブレイク（まんがタイムラブリー 芳文社）全7巻
- Dia duit ディア デュイット（まんがくらぶオリジナル 竹書房）全3巻
- 天王寺のあべ乃ちゃん（クレヨンしんちゃん特集号 双葉社）全4巻
- 泊まってみたい（まんがライフ 竹書房） - 単行本『大阪発OL通信』に収録
- ナイフ・エイジ（季刊劇画スペシャル増刊 ミリオン出版）
- ナニハナ女子寮物語（まんがくらぶ 竹書房）全1巻
- なにわOL奮戦記（まんがライフオリジナル 竹書房） - 全5巻+なにわOL奮戦記Gの計6巻
- なにわOLマチコちゃん（まんがハイム 徳間書店）全1巻  - 胡桃ちの名義での初めての単行本。雑誌休刊により竹書房『まんがライフ』に移籍し「なにわOL奮戦記」と改題された。
- なにわ女子大生倶楽部（まんがランド 双葉社） - 単行本は竹書房より全3巻
- ナニワなくとも!（まんがタイム 芳文社） - 単行本『つなみティーブレイク』1巻に収録
- バール横丁奇譚（まんがライフMOMO 竹書房）全2巻
- PaPaPaパラダイス（まんがライフ 竹書房）全5巻
- パパロバ（まんがタイムラブリー→まんがタイム 芳文社）全5巻
- ホラーハウスは内（なか）より裏が怖い（まんがライフ 竹書房）全2巻
- まかして☆大阪嬢（まんがライフ 竹書房）全2巻
- メリー3と疾風堂コロラチュラ（まんがくらぶオリジナル 竹書房）
- モノズキ散歩（主任がゆく!スペシャル ぶんか社）既刊3巻
- 山のしずく田んぼの木（まんがライフオリジナル 竹書房） - 単行本『まかして☆大阪嬢』2巻に一部を収録。作者の小学生時代などを描いた作品。
- 湯宿若草物語OKAMI-おかみ-（クレヨンしんちゃん特集号→まんがタウン 双葉社）全4巻
- よろずや男子（まんがホーム 芳文社）全1巻
- わやくちゃガールズ（まんがライフ 竹書房） - 単行本『まかして☆大阪嬢』1巻に収録。「まかして☆大阪嬢」の前身の作品で登場人物の小学生時代を描いた作品。
- 神シュフ☆エンタ（まんがタイム）全3巻
- んじゃま、ここらでお茶にしましょうか。（まんがタウン 双葉社）

#### さおしか然名義
- 黄色いさくらんぼ（まんがシャワー（一水社））
- シンデレラBOY（アクションヤング（双葉社））  - 単行本『ピーチクパーチク』に収録
- ピーチクパーチク（アクションヤング（双葉社）） 全1巻  - 連載時は胡桃ちの名義
- 平成町娘おなみちゃん（まんがシャワー（一水社）） - 単行本はぶんか社より全1巻
- ホームメイド・メイド 全1巻（みこすり半劇場 ぶんか社）
- まりちゃんの靴下（みこすり半劇場 ぶんか社） 全4巻

#### みさき知乃名義
- イケイケOL（まんがシャワー（一水社））
- A-Dieu-Va 沙保子のこと（まんがシャワー（一水社））
- ほっぴんぐ・ぴんく（まんがシャワー（一水社））
- アイドル・ワンダー・ランド（まんがシャワー（一水社））
- サッポーの娘たち（まんがシャワー（一水社））
- い・け・な・い!瑠璃ちゃん（松文館）全1巻  - 1987年1月に発行、著者にとっては初めての単行本。

### 作品集
胡桃ちの 名義
- くるみっくす（芳文社 まんがタイムコミックス）2010年9月22日初版発行 ISBN 978-4-8322-6887-6
  - 収録作
    - 『7to7』（『ミッドナイトレストラン7to7』のパイロット版）
    - 『つなMIX!』、『Tto7』（『つなみティーブレイク』と『7to7』のコラボレーションストーリー）
    - 『無敵的!!浪花娘』
    - 『アン☆パン』
    - 『スパイシーハニー』
    - 『恋愛商戦異常アリ』
    - 『くまちゃん悪魔につき』
    - 『かおりクレイジーカンパニー』
    - 『ぼくのもーもちゃん』

## 関連人物
- くすみんと - デビューまでの約6年間アシスタントを務めていたとのこと[20]。